# 白虹橋
白虹橋（はっこうばし）は、天ヶ瀬ダム再開発事業の一環として、京都府宇治市の淀川（宇治川）の渓谷に建設されたPC単純複合トラス橋である。

## 概要
天ヶ瀬ダム再開発事業で建設するトンネル式放流設備の吐口部が旧白虹橋と重なることから、旧橋を撤去する必要があり、その代替として約60m下流に架け替えられた。旧橋は幅員4mで車両のすれ違いが困難で、大型車の通行も禁止されていた。新たな白虹橋はダム再開発の工事用道路としても活用するため、車道幅員は6.5mに拡幅され（3.25m×2）、幅員1.5mの歩道も整備された。
新たな白虹橋は「渓谷との調和、虹と清流」をコンセプトに、景観に配慮したデザインを行った結果、日本では過去に4例、白虹橋が5例目となる「自碇式PC吊床版橋」という構造が採用された。
設計に当たり、非対称PCアーチ橋、非対称PC箱桁橋、変断面PC箱桁橋、鋼上路トラス橋、PC吊り床版橋の5案の構造形式を比較し、吊り床版架設工法を用いたPC複合トラス橋を選択した。
なお、架設地点では右岸と左岸にレベル差（高度差）があり、既存道路とのすり付けや桁下空間の確保などから、橋の縦断勾配は5.148%が取られている。橋の平面形は両岸に向かって徐々に広がる「クジラの尾」のような形状で、現場作業員に形状を理解してもらうために、3Dプリンターで端部デザインの模型を作成して再現した。
工期は2014年（平成26年）7月17日から2016年（平成28年）10月31日まで。2017年（平成29年）3月に開通した。

## 橋の概要
以下は日経クロステック『渓谷に溶け込む“上弦の橋”』等による。
- 工事名：天ケ瀬ダム再開発事業
- 工事場所：京都府宇治市宇治金井戸地先 - 同志津川仙郷谷地先
- 発注者：国土交通省近畿地方整備局 琵琶湖河川事務所
- 設計者：オリエンタルコンサルタンツ
- 施工者：ピーエス三菱
- 上部工形式：PC単純複合トラス橋
- 架設工法：吊床版架設工法
- 下部工形式：逆T式橋台
- 基礎形式：深礎杭基礎（φ3500）
- 道路規格：第3種第4級
- 活荷重：A活荷重
- 縦断勾配：2.925%、5.148%
- 橋長（道路中心線上）：77.000 m
- 橋長（構造中心線上）：75.688 m
- 桁長（道路中心線上）：74.188 m
- 吊支間（構造中心線上）：73.388 m
- 支間長：72.888 m
- 幅員：9.230 m（標準部） - 22.801 m（最大部）
- 基本サグ量：3.561 m
- 構造高さ：5.930 m（支間中央部）
- 設計期間：2011年6月 - 2013年3月
- 工事期間：2014年7月 - 2016年10月
- 工費：11億6294万4000円